# Ивар Осен
Ивар Андреас Осен (на норвежки: Ivar Andreas Aasen) е норвежки филолог, лексикограф, фолклорист, драматург и поет. Роден е в гр. Йоща (1813), а умира в Осло (1896), който до 1925 г. носи името Кристиания.
Известен е преди всичко с това, че въвежда нюношк (новонорвежкия език) като официален език в Норвегия, наред с букмол (книжовния език).
Оставя след себе си и забележителни стихотворения, като например „Норвежецът“ (на нюношк: Nordmannen). Важни са и приносите му към изследванията на развитието на езика и диалектиката.